# Acalypha lignosa
Acalypha lignosa är en törelväxtart som beskrevs av Townshend Stith Brandegee. Acalypha lignosa ingår i släktet akalyfor, och familjen törelväxter. Inga underarter finns listade i Catalogue of Life.